# Gymnopilus decoratus
Gymnopilus decoratus là một loài nấm thuộc họ Cortinariaceae.